# Protestes de Sants de 2014
Les protestes de Sants, conegudes com a Efecte Can Vies, van originar-se el 26 de maig de 2014 a partir del desallotjament i enderroc de Can Vies, un emblemàtic centre social autogestionat (CSA) del barri barceloní de Sants que en aquell moment comptava amb més de disset anys de vida. The Wall Street Journal va qualificar-les d'«un dels pitjors incidents d'ordre públic a Barcelona des de l'inici de la crisi econòmica espanyola el 2008».

## Context
El centre social autogestionat Can Vies fou ocupat l'any 1997 essent propietat de Transports Metropolitans de Barcelona. Els processos judicials per al desallotjament s'iniciaren l'any 2006, inicialment el jutjat de primera instància de Barcelona fallà que Can Vies no es podia desallotjar per la via del desnonament en precari, entenent que TMB havia fet una cessió a la CNT i que havia estat aquesta organització qui havia cedit l'ús de l'espai al conjunt del moviment associatiu de Sants. A l'octubre de 2012, l'òrgan judicial provincial de Barcelona fallà a favor de TMB i ordenà un desallotjament sense fixar data, advertint que si no es fes de manera voluntària es procediria a fer-ho mitjançant un manament judicial.
Després de mesos de converses infructuoses entre l'Ajuntament de Barcelona i entitats que formaven part de la «Plataforma de Suport a Can Vies», l'ajuntament va emetre una ordre per desallotjar el centre social autogestionat de Can Vies, el qual havia estat ocupat des de feia 17 anys Així, la «Plataforma en Suport a Can Vies», que agrupa dos centenars de col·lectius, va establir converses amb el districte de Sants-Montjuïc per trobar una solució. L'alternativa que oferia l'ajuntament era que abandonessin l'edifici per tal que el poguessin rehabilitar, i llavors les entitats podrien tornar a utilitzar-lo a través d'un acord durant un període de 24-30 mesos després del qual s'efectuaria l'enderroc definitiu, opció que no satisfeia a les entitats ocupants de Can Vies ni a les que els donaven suport, entre altres motius, per males praxis anteriors de l'Ajuntament en el mateix barri on aquest havia utilitzat la mateixa estratègia per deixar sense local a diverses entitats del barri.

## Cronologia

### Desallotjament i enderroc

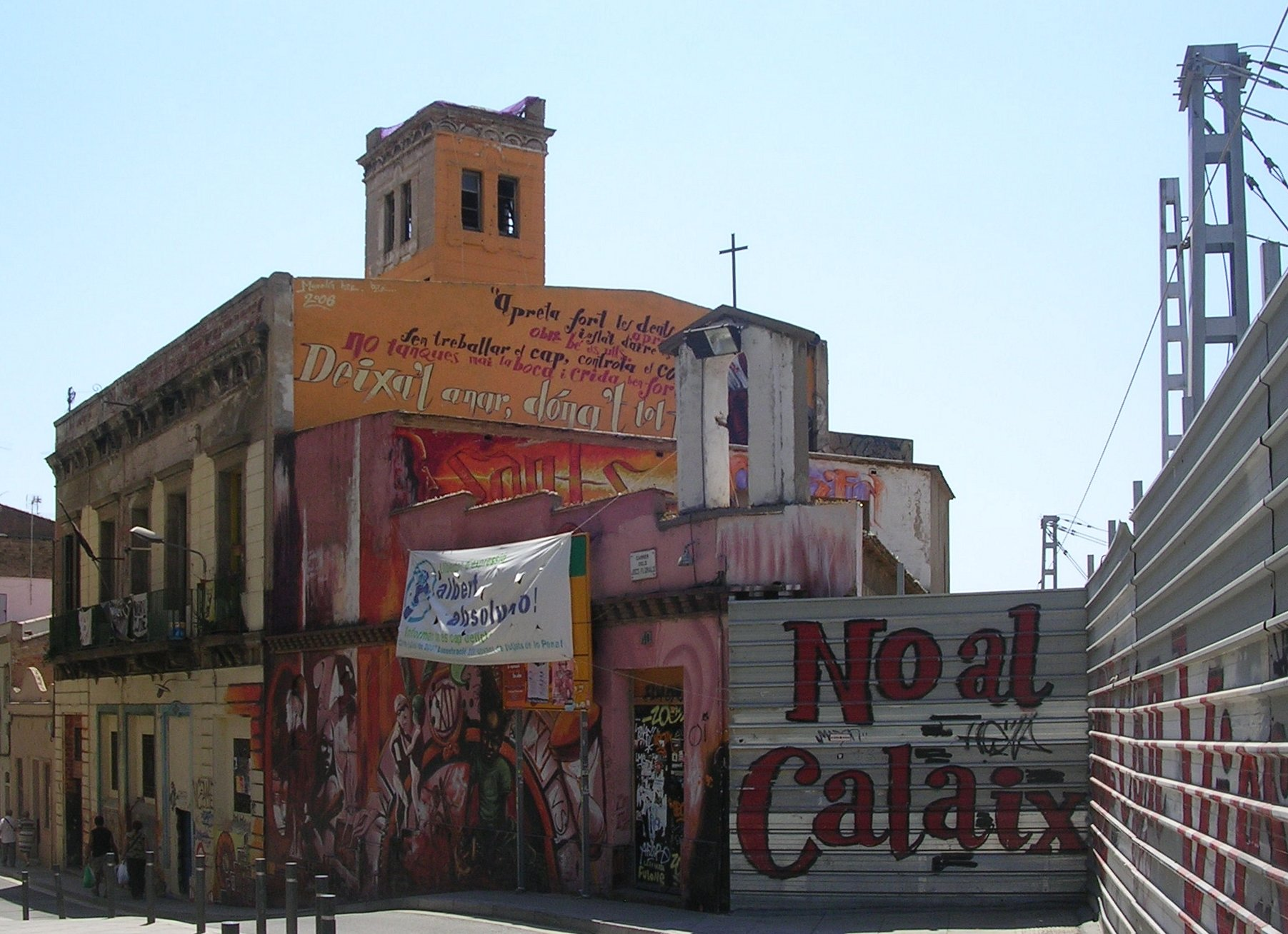
Can Vies, el 2007

L'endemà de les eleccions al Parlament Europeu, els Mossos d'Esquadra van iniciar el migdia del 26 de maig del 2014 el desallotjament de Can Vies, edifici propietat de Transports Metropolitans de Barcelona, que va durar fins a les 18h de la tarda aproximadament, quan ja havien sortit les onze persones que resistien a dins. Fora, a la plaça de Sants van reunir-se diversos centenars de persones per mostrar el seu suport, veïns del barri i activistes de diverses edats, des d'alguns dels que van ocupar Can Vies feia disset anys i fins a joves estudiants, que aixecaven una pancarta davant el cordó policial, fet que va provocar algunes empentes per part dels Mossos. Després de dues hores davant el cordó, la concentració va dividir-se per tallar tots els accessos a la plaça de Sants en senyal de protesta. Poc abans de les 17:00, s'inicien les primeres càrregues on diferents vehicles de la Brigada Mòbil s'obren pas entre els diferents grups que tallen els accessos a la plaça de Sants, coincidint amb la sortida de les escoles de Maristes de Sants, Escola Llobet i Escola Barrufet de Sants, les tres molt properes a la plaça, fet que propicia algun incident entre mares i pares i policies.
A les 20h, va començar una manifestació de rebuig a l'operatiu policial que va congregar diversos centenars d'activistes i veïns del barri, i que va recórrer pacíficament i sota la pluja la distància que separa el centre social de l'estació de Sants. Un cop acabada, va anar seguida per durs aldarulls pels carrers del barri barceloní de Sants. Un grup d'encaputxats va bolcar contenidors i va calar foc a una unitat mòbil de TV3, a més d'atacar alguns periodistes que anaven identificats com a tals. Després d'aquests incidents, els Mossos d'Esquadra van començar a carregar contra els manifestants. Els agents van protagonitzar en algunes ocasions dures càrregues contra manifestants que ja es retiraven cap a casa; en altres casos van respondre a atacs que rebien de grups d'encaputxats, que els llençaven pedres i d'altres objectes contundents.
Quan els incidents ja es dissolien, una unitat dels Mossos d'Esquadra va presentar-se a la llibreria cooperativa La Ciutat Invisible —seu també del setmanari La Directa—, va forçar la persiana i va destrossar els vidres.
Al final, l'operatiu va saldar-se amb 2 detinguts.

### Protestes

#### 27 de maig

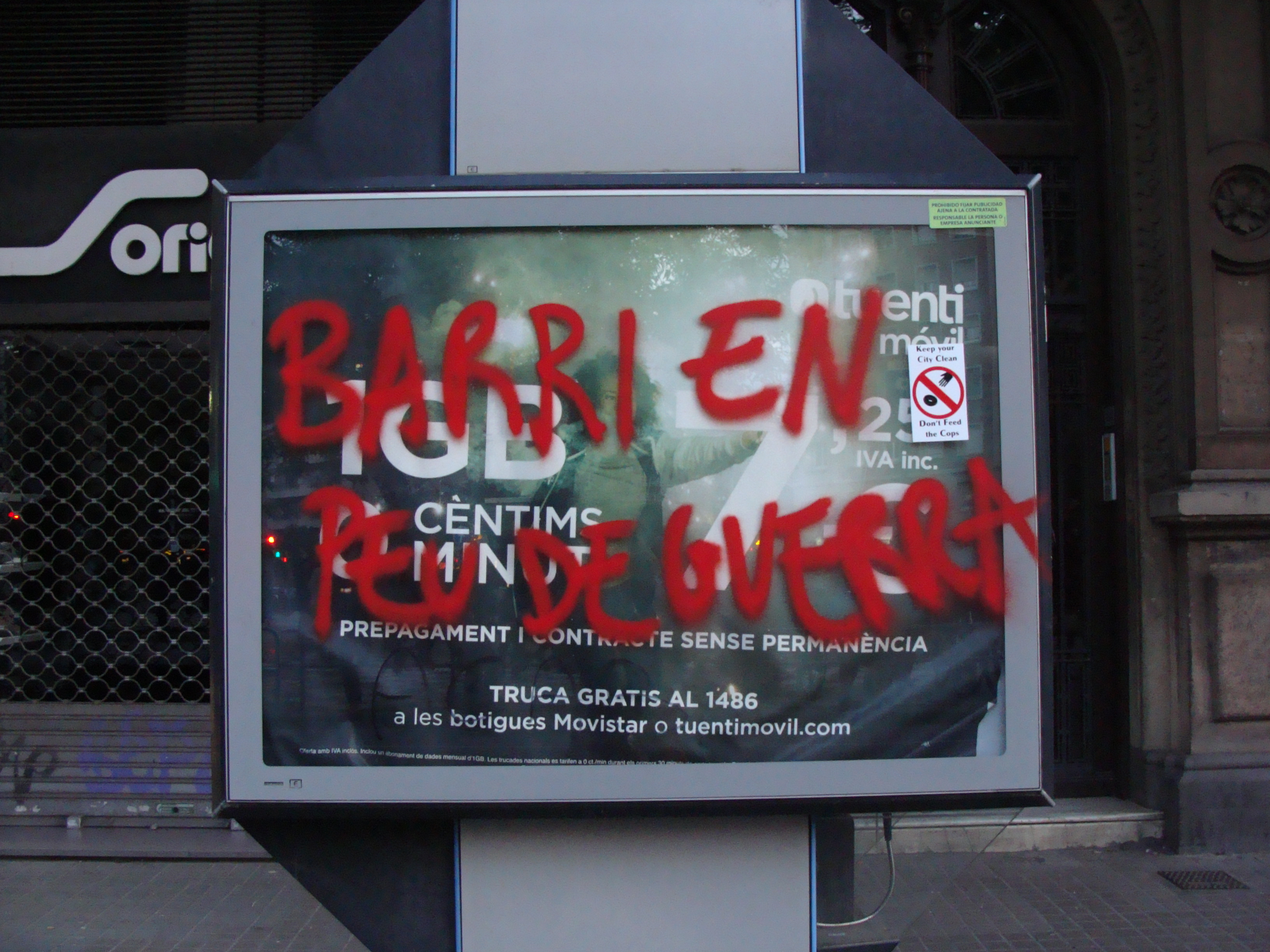
Pintada «Barri en peu de guerra»

Per segon dia consecutiu, els disturbis van prendre el barri de Sants de Barcelona, aquesta vegada amb molta més intensitat. Una nova manifestació de rebuig al desallotjament del CSA Can Vies va desembocar en altercats en diversos punts del barri, amb epicentre a la plaça de Sants, a pocs metres del mateix edifici fins llavors ocupat.
Centenars d'activistes i veïns del barri van participar en la concentració, que augmentava de tensió a mesura que es feia de nit. Per precaució, l'estació de Plaça de Sants es va tancar provisionalment i el trànsit a la zona va quedar tallat. Cap a dos quarts de deu un grup d'entre els manifestants va calar foc a la grua que havia derrocat hores abans l'edifici de Can Vies, fets que van precedir la intervenció de desenes d'unitats de la Brigada Mòbil dels Mossos d'Esquadra. Durant hores, les furgonetes de la policia es van llançar sobre el gruix de manifestants a plaça de Sants, que automàticament es dispersaven. Després de les intervencions policials, els concentrats es van replegar en el mateix punt. Entre els manifestants hi havia grups de desenes de persones encaputxades aparentment organitzades, que després de cada actuació policial recomponien les barricades i travessaven tanques a la carretera de Sants i carrerons adjacents. En total, van cremar 53 contenidors i bolcar-ne 200. En alguns moments els concentrats més violents van arribar a carregar contra la mateixa policia, llançant-los pedres i altres objectes contundents com ampolles de vidre.
Tanmateix, també hi havia entre els concentrats molts veïns de totes les edats en actitud pacífica però de clar rebuig a la presència policial al barri. Molta gent cridava «La policia fora del barri!» i en diverses ocasions va aplaudir la retirada de la policia. Des de finestres i balcons s'escoltava el repicar de cassoles en senyal de repudi a la intervenció dels Mossos.
Al final, l'operatiu va saldar-se amb 6 detinguts i diversos ferits. Alguns d'ells, després de contundents càrregues dels Mossos, que ja passades les dotze de la nit van protagonitzar una dura actuació dins d'un portal particular en què s'havien refugiat diversos manifestants, segons TV3. La situació va estabilitzar-se passada la mitjanit, quan els agents antiavalots van prendre definitivament la plaça de Sants. Va ser llavors quan es van reproduir altres altercats en diferents punts de la ciutat, com Poble-sec o Gràcia, on van fer-se pintades i trencar vidres a la seu de Convergència i Unió del carrer de Còrsega. Dos helicòpters van sobrevolar la ciutat fins passades les dues de la matinada, per controlar els punts més conflictius. D'altra banda, la grua va cremar fins que va apagar-se sola, sense que els bombers, que sí que van intervenir en altres punts, arribessin a apagar-la.

#### 28 de maig

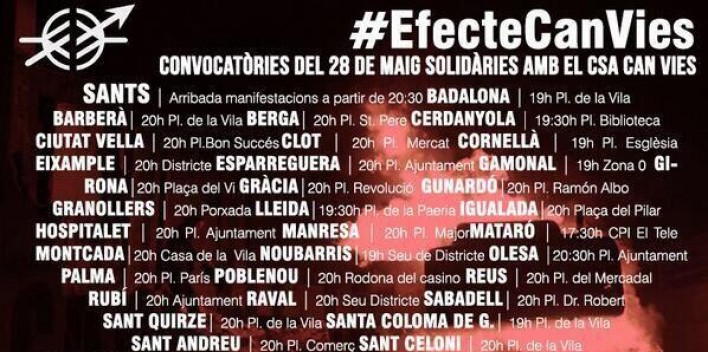
Cartell amb convocatòries en diferents pobles i ciutats per al dia 28 de maig

Arran dels aldarulls viscuts, l'alcalde de Barcelona, Xavier Trias va subratllar que «els enfrontaments» viscuts els dos últims dies a Sants «li van bé a determinada gent»:
| «              | Hem fet reunions i mantingut converses amb el regidor. El trencament de l'acord no l'hem fet nosaltres, l'ha fet la gent de Can Vies. Si la gent vol negociar, vol un espai alternatiu per fer les coses correctament, hi estem d'acord. Però en aquesta ciutat, la violència no ha de tenir-hi cabuda, s'ha de respectar el dret a demanar i manifestar-se. Entenc que algú cregui que cal portar d'una manera determinada la gestió cívica, el que no puc entendre és que pensin que això ho aconseguiran via la violència. | » |
| — Xavier Trias | |   |

Una tarda més, van sortir al carrer centenars de persones al barri de Sants per mostrar el seu rebuig al desallotjament de Can Vies. La concentració va ser en els seus inicis més concorreguda que les del dilluns i dimarts, amb 5.300 persones segons la Guàrdia Urbana, ja que van acudir al barri manifestants d'altres zones de Barcelona i de ciutats de l'àrea metropolitana. Més enllà de les protestes a Sants hi va haver ahir concentracions en solidaritat amb Can Vies en més de 40 punts de tot Catalunya.

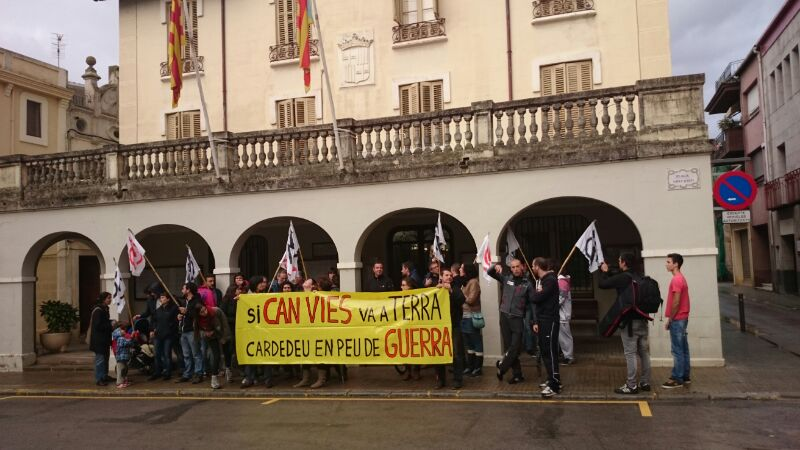
Concentració per Can Vies a Cardedeu

La protesta es dirigia cap a la seu del districte, que estava blindada per la policia, quan pel megàfon els Mossos va anunciar que els manifestants no podien avançar més perquè la marxa no estava autoritzada. Davant l'avís la manifestació es va aturar, però un grup dispers d'encaputxats, que ja havien destrossat alguns aparadors, es va avançar i va començar a muntar barricades amb contenidors, tanques i testos. Aquest va ser el pretext per a la càrrega de la policia, que es va dispersar els esvalotadors i de passada tota la manifestació. A partir d'aquest moment els Mossos es van dedicar a perseguir grups de concentrats pels carrers adjacents a plaça de Sants fins passada la una de la matinada. Els disturbis van ser molt similars als de dimarts, encara que en aquesta ocasió els focus d'enfrontaments es van dispersar més pel barri i l'operatiu es va saldar amb molts més detinguts, 30 en total. En total, van cremar 62 contenidors i se'n van bolcar 220.

##### Quatre Roses
Durant la tercera nit de protestes, quatre joves de distintes procedències es trobaven a Sants participant de la manifestació convocada. Davant els aldarulls i quan ja es disposaven a tornar a casa, van ser detingudes a la força per un grup d'antiavalots. Se les acusava d'un presumpte delicte d'atemptat amb mitjà perillós, i de causar danys i desordres públics durant les protestes. La Fiscalia de l'Estat sol·licitava una pena d'entre any i mig i tres de presó, i la Generalitat de Catalunya, presentant una acusació particular, elevava les penes de les quatre joves fins als 7 anys de presó. En solidaritat amb les encausades neix el col·lectiu quatre roses, que exigiria la retirada dels càrrecs. Avui dia, i després del judici realitzat el 31 de maig del 2016, resten a l'espera del veredicte final.

#### 29 de maig

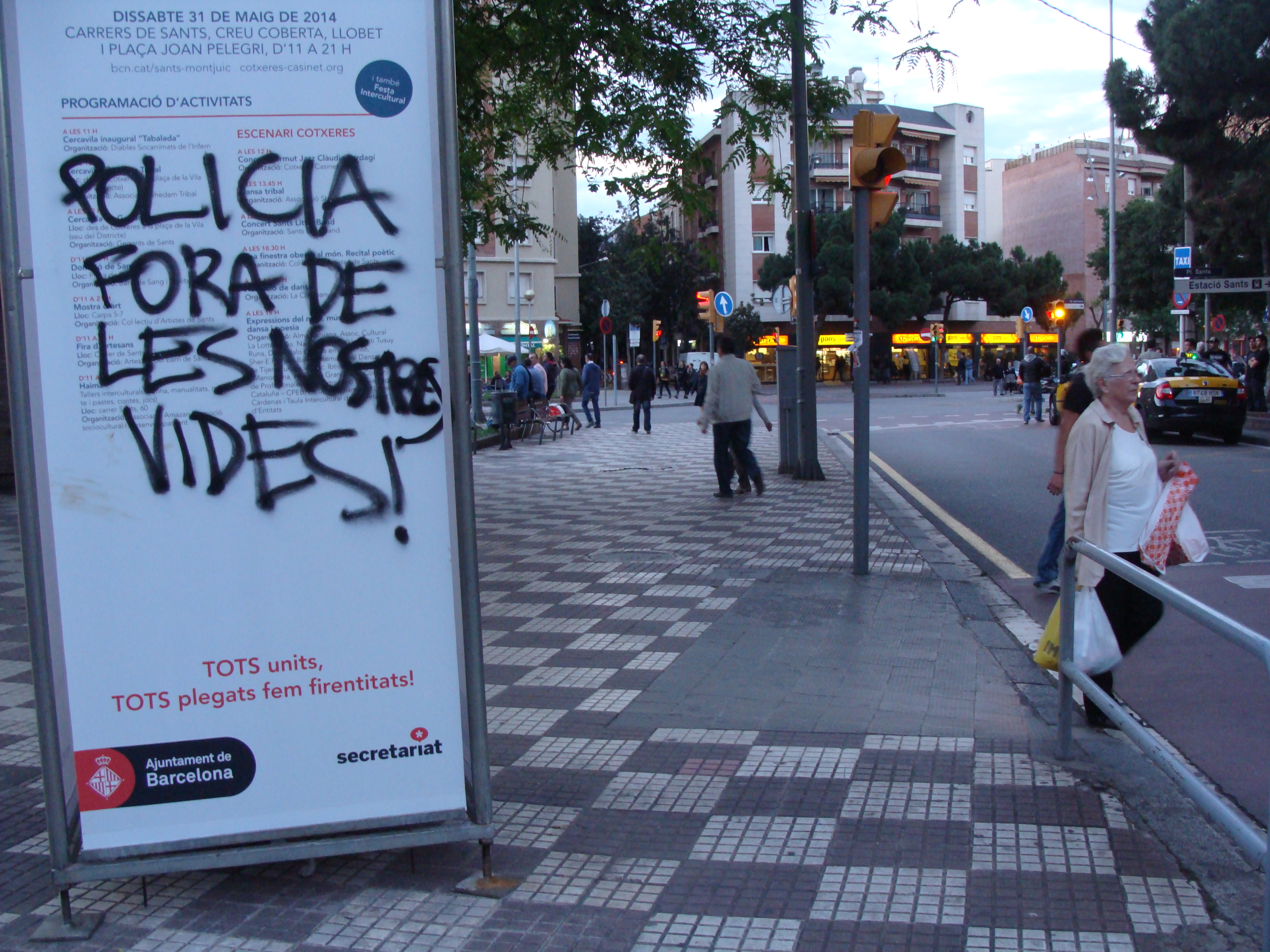
Pintada «Policia fora de les nostres vides!»

La quarta nit de protestes després del desallotjament de Can Vies va transcórrer pacíficament durant tot el seu recorregut, però es van tornar a repetir les persecucions policials al final de la marxa. La concentració de més de 2000 manifestants va començar amb una cassolada, que va derivar en una marxa cap a la comissaria de les Corts, on es trobaven detingudes divuit persones per les protestes de dimecres. Blindada la comissaria per més de 30 furgons dels Mossos d'Esquadra, el col·lectiu de suport a Can Vies va decidir no acostar-hi, i després clamar per la llibertat dels detinguts, va acabar desconvocant la concentració. Entre un ambient menys tens que en nits anteriors, es va llegir un manifest, on es demanava la dimissió de l'alcalde Xavier Trias i del regidor de districte Jordi Martí i Galbis, la «desmilitarització» del barri i la paralització de l'enderrocament de l'edifici per permetre la seva rehabilitació.
D'altra banda, l'alcalde Xavier Trias, entrevistat al programa .Cat de TV3, va afirmar que si una de les condicions per aturar les protestes era que s'aturés la demolició de l'edifici de Can Vies, ell estava disposat a cedir. «Això és el principi d'una negociació, i nosaltres anem a parlar amb aquesta gent i buscar solucions», es va comprometre l'alcalde, en un gest fins ara inèdit, ja que sempre havia fet referència al diàleg però sense replantejar el futur de l'edifici de Can Vies, que segons el consistori ha de ser zona verda en els següents anys, un cop acabades les obres de cobertura de les vies a Sants.
A Sants, després de la ruta cap a la comissaria, alguns joves que quedaven pel barri després de la protesta es van ajuntar a la plaça de Sants, asseguts en cercle sota el soroll de l'helicòpter. L'escena va ser distesa fins que alguns joves van començar a avançar carrer de Sants avall. Eren diverses persones encaputxades sense massa organització, a les quals es va anar unint més i més gent, fins a arribar a agrupar-se un centenar. Es van plantar a uns cent metres del destacament de Mossos d'Esquadra a plaça de Sants i van començar a creuar contenidors enmig del carrer i a encendre'ls per formar barricades. Aquests grups reduïts de joves van destrossar els aparadors de diverses sucursals, fins que en una d'elles, del Banc Popular, s'hi va calar foc. En més d'una ocasió els Mossos van avisar que intervindrien «immediatament», fins que ho van fer al cap d'una mitja hora. Llavors va tornar la persecució policial contra petits grups d'unes deu persones per tot el barri.
El balanç de l'actuació policial va ser al final de 23 detinguts. El gruix de les detencions es va produir cap al final de l'operatiu, passada la mitjanit, quan els Mossos van arrestar un grup de 14 persones que es refugiaven en un portal. Els incidents comencen a tenir internacional publicant-se referències a mitjans com The Guardian.

### Paralització de l'enderroc
El divendres 30 de maig, cinc dies després del desallotjament i demolició de Can Vies, l'Ajuntament de Barcelona va anunciar que paralitzava l'enderroc de l'edifici «atenent la petició feta pel Centre Social de Sants», en senyal de la seva «voluntat de negociar». Per la seva banda, el col·lectiu de Can Vies va rebutjar negociar amb l'Ajuntament després de la demolició de l'edifici. A Madrid, unes tres-centes persones també es van manifestar en protesta pel desallotjament de Can Vies.
Durant el dia, un dels detinguts durant els aldarulls, a qui se li imputaven càrrecs de danys i desordres públics, va ingressar a presó de manera preventiva. Segons Andrés Garcia, advocat de l'Observatori Penal dels Drets Humans de la UB, aquesta decisió judicial és desproporcionada, perquè només es decreta quan hi ha risc de fuga o de destrucció de proves, i Garcia assegura que no és el cas. Al detingut se li imputen càrrecs de danys i desordres públics. Segons el seu germà, el detingut havia anat a la manifestació i s'estava prenent una cervesa en un bar, quan va veure que començaven els aldarulls. Va sortir del bar, es va trobar la policia, es van posar a córrer amb el seu company i va ser atrapat per la policia. El germà considera que és un cap de turc. A més, molts dels detinguts que van quedar en llibertat després de dos dies detinguts van tenir prohibit, sota amenaça de presó preventiva, participar en manifestacions fins que se celebrés el judici, el gener de 2015.
A la manifestació d'aquest dia van ser poc menys d'un miler, menys que altres vegades, i durant una hora van fer repicar les seves cassoles fins que es va llegir un manifest que reiterava les seves demandes. A diferència dels dies anteriors, la protesta es van tancar sense altercats.

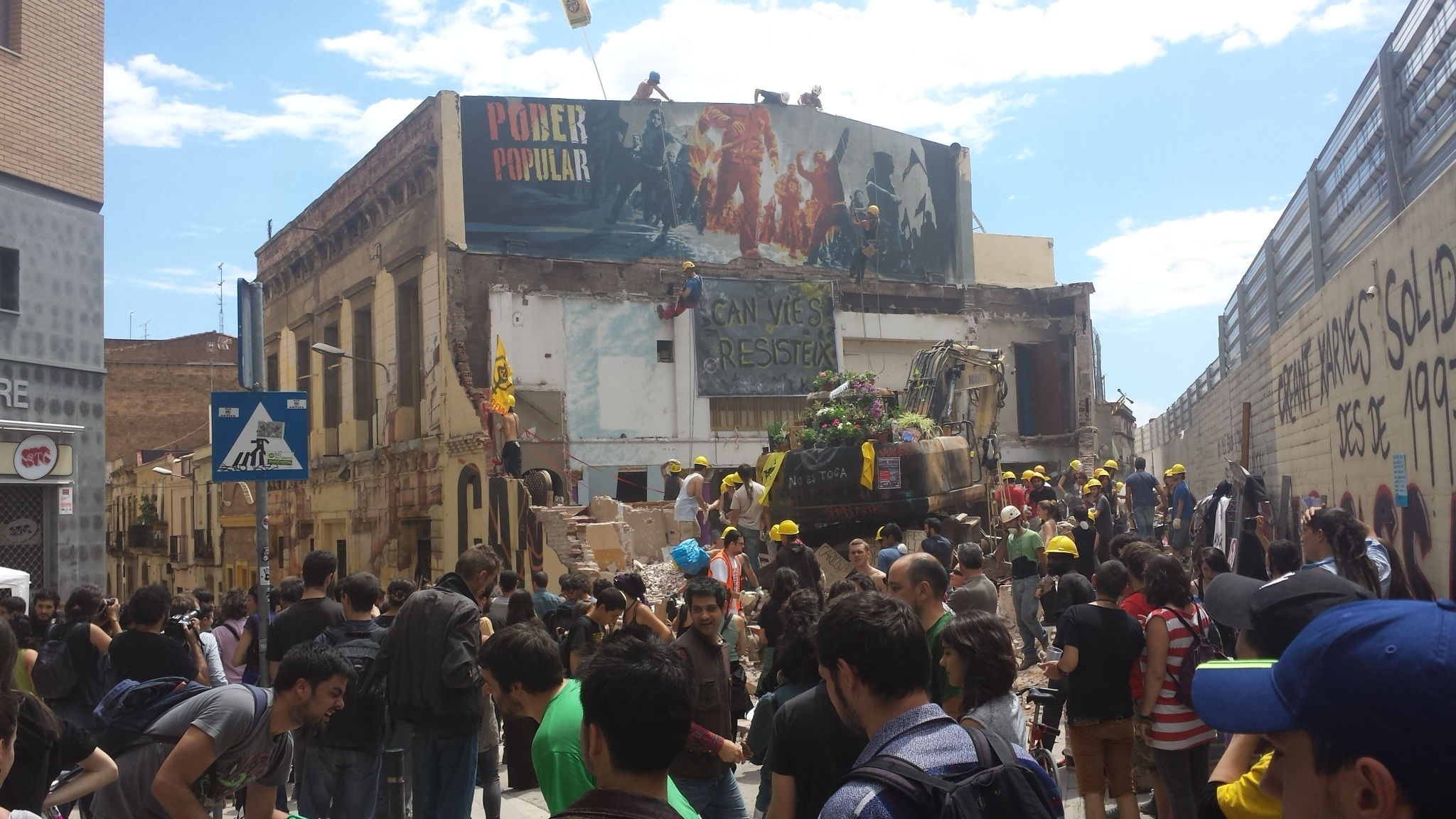
Inici de la reconstrucció del CSA Can Vies

### Dissabte 31 de maig «Reconstruïm Can Vies»
Sota el títol «Reconstruïm Can Vies», els col·lectius de Can Vies van fer una crida a participar en la reconstrucció de l'edifici a partir del primer dissabte després de l'enderrocament i van convocar una manifestació al centre de Barcelona en suport a les seves demandes. En un cercavila que va començar a Can Batlló, prop d'un miler de persones es van dirigir cap al CSA Can Vies amb eines de construcció. Durant el matí es va anar apropant força gent a l'espai. En una acció simbòlica i espontània, una cadena humana va traslladar runa procedent de l'edifici fins a les portes de la seu del Districte de Sants-Montjuïc on es va apilar un mur de runa. La manifestació de la tarda va recórrer per diferents carrers del centre de Barcelona fins que els Mossos d'Esquadra parteixen la manifestació iniciant-se nous incidents.

### Manifestants greument ferits
El dia 31 de maig el mitjà digital Vilaweb va publicar una entrevista a un detingut de les protestes. El detingut, veí de Sants i amb Síndrome de Tourette, va denunciar que li van trencar el nas amb dos cops de porra.
El dia 1 de juny el setmanari d'informació La Directa va publicar un recull de cinc testimonis els quals van denunciar greus lesions físiques per part dels Mossos d'Esquadra. Segons els afectats les lesiones les haurien rebut durant les càrregues dels antidisturbis de la policia catalana en els diferents dies de les protestes.

## Seguiment a les xarxes socials
Les protestes de Sants de 2014 van tenir gran repercussió en les xarxes socials essent el hashtag #EfecteCanVies el més actiu i usat per compartir informació sobre el tema.

## Judicis
El 28 de gener de 2015 la Fiscalia retira els càrrecs per desordres públics a tres dels acusats en els aldarulls pel desallotjament de Can Vies, tot i que va mantenir el d'atemptat a l'autoritat. També es va dur a terme la primera sessió de la vista a una fotoperiodista que presumptament hauria llançat una pedra a un agent.
Dels incidents també en van sortir denunciats diversos casos d'abús policial, alguns amb sentències condemnatòries. Així fou condemnat a dos anys de presó el mosso que va colpejar un ciclista, o a sis mesos dos mossos per agredir un manifestant a l'interior d'una porteria.